# Seschat
Seschat (auch Seschet; ägypt. die Schreiberin) war eine altägyptische Gottheit, die in den Bereichen des Schreibens, der Buchhaltung und des Ahnenkultes tätig war. In dieser Funktion war sie zugleich die Schutzherrin des Königs (Pharao), der Tempelbibliotheken und der Baumeister.

## Mythen
Der Kult der Seschat ist seit der 2. Dynastie belegt. Die Göttin legte bei der Errichtung heiliger Bauwerke den Grundriss fest und überwachte die Zeremonie des Schnurspannens.
Ab dem Alten Reich übernahm Seschat in der ägyptischen Mythologie zusätzlich buchhalterische Aufgaben, zum Beispiel die Registrierung von Kriegsbeute.
Im Neuen Reich wurde sie in verschiedenen Tempelszenen dargestellt, wie sie mit Hilfe von Einkerbungen in Stäben oder Rispen die Herrschaftsjahre und Jubiläen eines Königs verzeichnete. Für das Neue Reich ist auch die Göttin Sefchet-Abwi belegt, die Seschat in Bedeutung und Darstellung gleicht. Ägyptologen halten sie daher für eine bloße Variante der Seschat.
Seschat kam auch eine Rolle im Totenkult zu. Zusammen mit der Göttin Nephthys sollte sie die Gliedmaßen der Verstorbenen rituell reinigen, um die Verstorbenen für das spätere Weiterleben in der Duat vorzubereiten. Sie sollte auch in Beziehung zu dem Gott Thot stehen. Allerdings wechselte der Charakter dieser Verwandtschaft, so dass sie sowohl als seine Schwester, seine Tochter, als auch als seine Gattin dargestellt wurde.

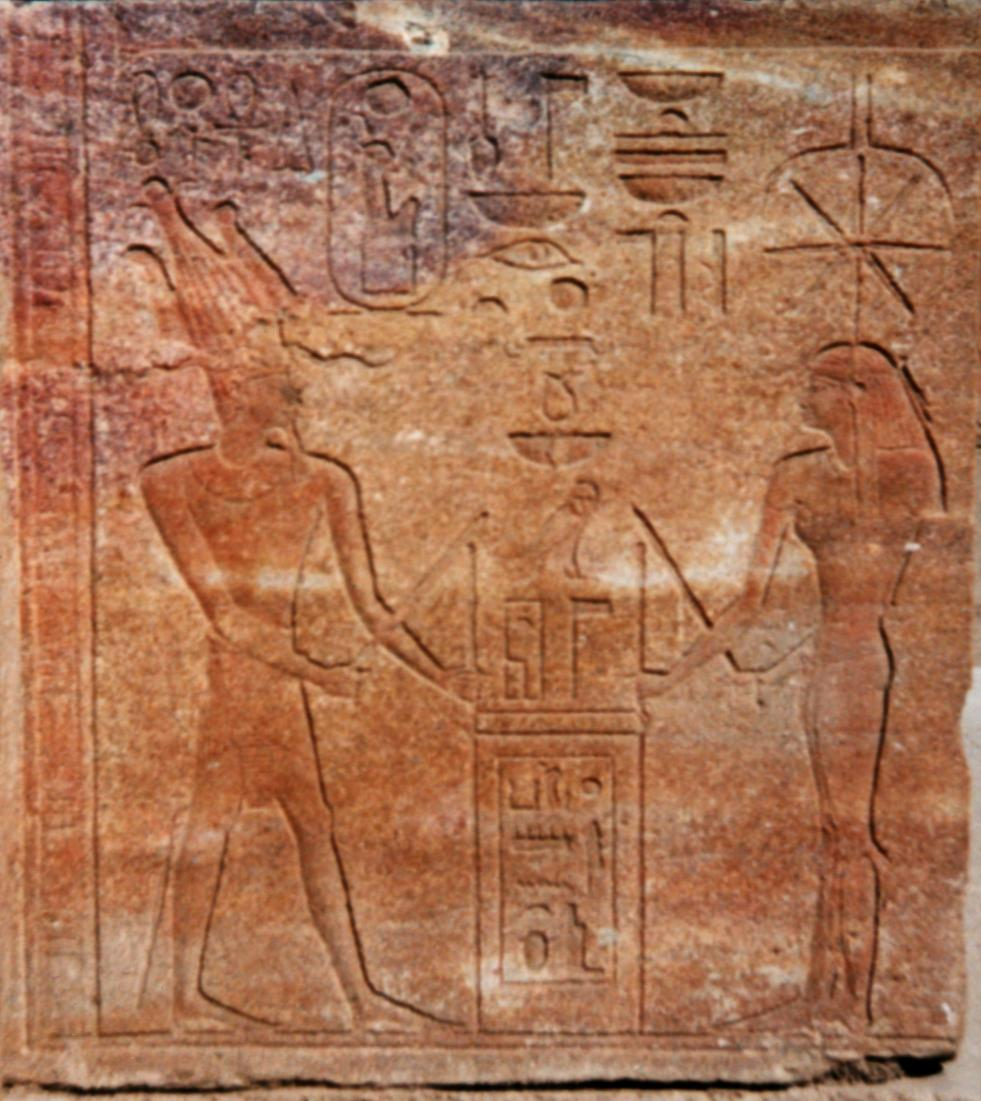
Hatschepsut und Seschat bei der Zeremonie des Schnurspannens; Block der Roten Kapelle vor der Rekonstruktion des Bauwerks; roter Quarzit; Neues Reich, 18. Dynastie, um 1470 v. Chr.; Karnak-Tempel, Freilichtmuseum

## Darstellung
Seschat wurde als Frau dargestellt. Häufig trug sie wie die Sem-Priesterschaft ein Pantherfell und ein Stirnband, an dessen Verlängerung eine siebenblättrige Blüte oder siebenstrahliger Stern prangt.
Dieses Symbol wird von einem Bogen überspannt und war zugleich Bestandteil der Hieroglyphenschreibung des Namens der Seschat. Meist hält sie einen eingekerbten Palmstab in der Hand. Sofern sie als Schutzherrin über ein Bauvorhaben wachte, konnte sie auch Hammer und Pflock für die Schnurspannzeremonie in Händen halten.

## Kult
Außerhalb ihrer Tätigkeiten als Göttin der Schreib- und Bauvorhaben kam der Göttin im Alten Reich eine bedeutende Rolle im Königskult zu. Gemeinsam mit Min war sie bei der Ausrichtung des Sedfestes tätig, der für den herrschenden König Wiedergeburtscharakter besaß.
Ihre Verbindungen zu Mafdet, die in der ägyptischen Mythologie ebenfalls in Gleichsetzungen existieren, sind im Snofru-Tempel im Zusammenhang mit dem Aufrichten des Djed-Pfeilers oder beispielsweise in den Darstellungen der Weltkammer in den Sonnenheiligtümern des Userkaf und des Niuserre ikonografisch festgehalten.
Eigene Tempel von ihr können nicht mehr nachgewiesen werden, obwohl sie auch als Schutzherrin beim Bau fremder Tempel fungierte. Mögliche Verbindungen mit Meret-Heiligtümern sind bislang archäologisch nicht ausreichend erschlossen.